# Priscilla Mullins Alden
Priscilla Mullins Alden est une des passagères du Mayflower en 1620. Elle épouse un autre passager du Mayflower, John Alden, en 1621. Ils vivent dans le village de Plymouth, au Massachusetts. Alden et Mullins sont les principaux personnages du The Courtship of Miles Standish, un poème du XIXe siècle de Henry Wadsworth Longfellow. En 1894, elle fait l’objet d'une des trois biographies romancées de Three Heroines of New England Romance écrite par Alice Brown,  Louise Imogen Guiney et Harriet Elizabeth Prescott Spofford. Elle a dix ou onze enfants, et une nombreuse descendance. On[Qui ?] considère (mais ce n'est pas documenté) que ses trois premiers enfants sont nés à Plymouth, et le reste à Duxbury.